# 5-230 F entre 14 et 136
 (octobre 2024).
Si vous disposez d'ouvrages ou d'articles de référence ou si vous connaissez des sites web de qualité traitant du thème abordé ici, merci de compléter l'article en donnant les références utiles à sa vérifiabilité et en les liant à la section « Notes et références ».
Les 5-230 F entre 14 et 136, sont des locomotives à vapeur de la Société nationale des chemins de fer français, issues de la série des 5-230 B 1 à 160 de la compagnie PLM. 
Huit locomotives avaient été transformées aux ateliers d'Oullins en 1940. Ces machines gardaient leur numéro d'ordre dans la série : la 230 B 14 est ainsi devenue la 230 F 14.

## Transformations
Les modifications portaient sur :
- le montage d'un échappement à double croisillons
- l'ajout d'un réchauffeur d'eau système " ACFI"
- le remplacement des cylindres